# Saint-Alban-d'Hurtières
Saint-Alban-d'Hurtières és un municipi francès situat al departament de la Savoia i a la regió d'Alvèrnia-Roine-Alps. L'any 2007 tenia 293 habitants.

## Demografia

### Població
El 2007 la població de fet de Saint-Alban-d'Hurtières era de 293 persones. Hi havia 129 famílies de les quals 35 eren unipersonals (12 homes vivint sols i 23 dones vivint soles), 51 parelles sense fills, 39 parelles amb fills i 4 famílies monoparentals amb fills.
La població ha evolucionat segons el següent gràfic:
Habitants censats

### Habitatges
El 2007 hi havia 288 habitatges, 127 eren l'habitatge principal de la família, 122 eren segones residències i 39 estaven desocupats. 287 eren cases i 2 eren apartaments. Dels 127 habitatges principals, 116 estaven ocupats pels seus propietaris, 9 estaven llogats i ocupats pels llogaters i 3 estaven cedits a títol gratuït; 1 tenia una cambra, 11 en tenien dues, 18 en tenien tres, 28 en tenien quatre i 69 en tenien cinc o més. 106 habitatges disposaven pel capbaix d'una plaça de pàrquing. A 44 habitatges hi havia un automòbil i a 71 n'hi havia dos o més.

### Piràmide de població
La piràmide de població per edats i sexe el 2009 era:
| Homes | Edats   | Dones |
| ----- | ------- | ----- |
| 4     | 95 o +  | 4     |
| 0     | 90 a 94 | 0     |
| 0     | 85 a 89 | 0     |
| 0     | 80 a 84 | 0     |
| 4     | 75 a 79 | 12    |
| 16    | 70 a 74 | 8     |
| 12    | 65 a 69 | 8     |
| 8     | 60 a 64 | 4     |
| 8     | 55 a 59 | 8     |
| 4     | 50 a 54 | 4     |
| 8     | 45 a 49 | 4     |
| 12    | 40 a 44 | 12    |
| 0     | 35 a 39 | 8     |
| 12    | 30 a 34 | 0     |
| 8     | 25 a 29 | 12    |
| 4     | 20 a 24 | 8     |
| 8     | 15 a 19 | 8     |
| 4     | 10 a 14 | 8     |
| 8     | 5 a 9   | 0     |
| 0     | 0 a 4   | 0     |

## Economia
El 2007 la població en edat de treballar era de 178 persones, 125 eren actives i 53 eren inactives. De les 125 persones actives 118 estaven ocupades (63 homes i 55 dones) i 8 estaven aturades (4 homes i 4 dones). De les 53 persones inactives 23 estaven jubilades, 14 estaven estudiant i 16 estaven classificades com a «altres inactius».

### Ingressos
El 2009 a Saint-Alban-d'Hurtières hi havia 130 unitats fiscals que integraven 293 persones, la mediana anual d'ingressos fiscals per persona era de 17.304 €.

### Activitats econòmiques
Dels 14 establiments que hi havia el 2007, 2 eren d'empreses de construcció, 2 d'empreses de comerç i reparació d'automòbils, 1 d'una empresa de transport, 3 d'empreses d'hostatgeria i restauració, 3 d'empreses de serveis, 1 d'una entitat de l'administració pública i 2 d'empreses classificades com a «altres activitats de serveis».
Dels 2 establiments de servei als particulars que hi havia el 2009, 1 era un electricista i 1 empresa de construcció.
L'únic establiment comercial que hi havia el 2009 era una floristeria.
L'any 2000 a Saint-Alban-d'Hurtières hi havia 9 explotacions agrícoles.

## Equipaments sanitaris i escolars
El 2009 hi havia una escola elemental integrada dins d'un grup escolar amb les comunes properes formant una escola dispersa.

## Poblacions més properes
El següent diagrama mostra les poblacions més properes.